# جامعة الأهرام الكندية
جامعة الأهرام الكندية هي جامعة مصرية خاصة تابعة لمؤسسة الأهرام استقبلت أولى دفعاتها عام 2005. ويرأسها حاليا الدكتور خالد حمدي عبدالرحمن. تتكون الجامعة من مبنى رئيسى و 4 مبانى أخري ; حيث يضم المبنى الرئيسى كلية علوم الحاسب وكلية إدارة الأعمال وكلية الإعلام وبعض المكاتب الإدارية مثل شؤون الطلبة ومكتب المصاريف. ويضم المبنى الملحق كليتا الصيدلة وطب الفم والأسنان والمبني الأخر مستشفي طب الأسنان وفنون وعلاج طبيعي ومبني أخر ملحق لصيدلة واعلام وحاسبات ومبني أخر خارج الحرم الجامعي لطلبة الهندسة. كما شرعت الجامعة في بناء مبنى جديد تمهيدا لافتتاح كليات أخرى.

## نظام الدراسة
نظام الدراسة في جامعة الأهرام الكندية يعتبر كمثله في معظم الجامعات الخاصة بمصر وهو نظام الساعات المعتمدة!
تتكون الجامعة من تسع كليات ، وهم:
- كلية طب الفم والأسنان.
- كلية الصيدلة.
- كلية العلاج الطبيعي.
- كلية الهندسة.
- كلية الحاسبات والمعلومات.
- كلية التصميم والفنون الإبداعية.
- كلية الإعلام.
- كلية إدارة الأعمال.
- كلية اللغات والترجمة.

## الموقع الجغرافى للجامعة
مدينة السادس من أكتوبر "المنطقة الصناعية"

## كلية التمريض
كلية العلوم الطبيه التطبيقيه
http://www.acu.edu.eg/